# Cachena-Rind

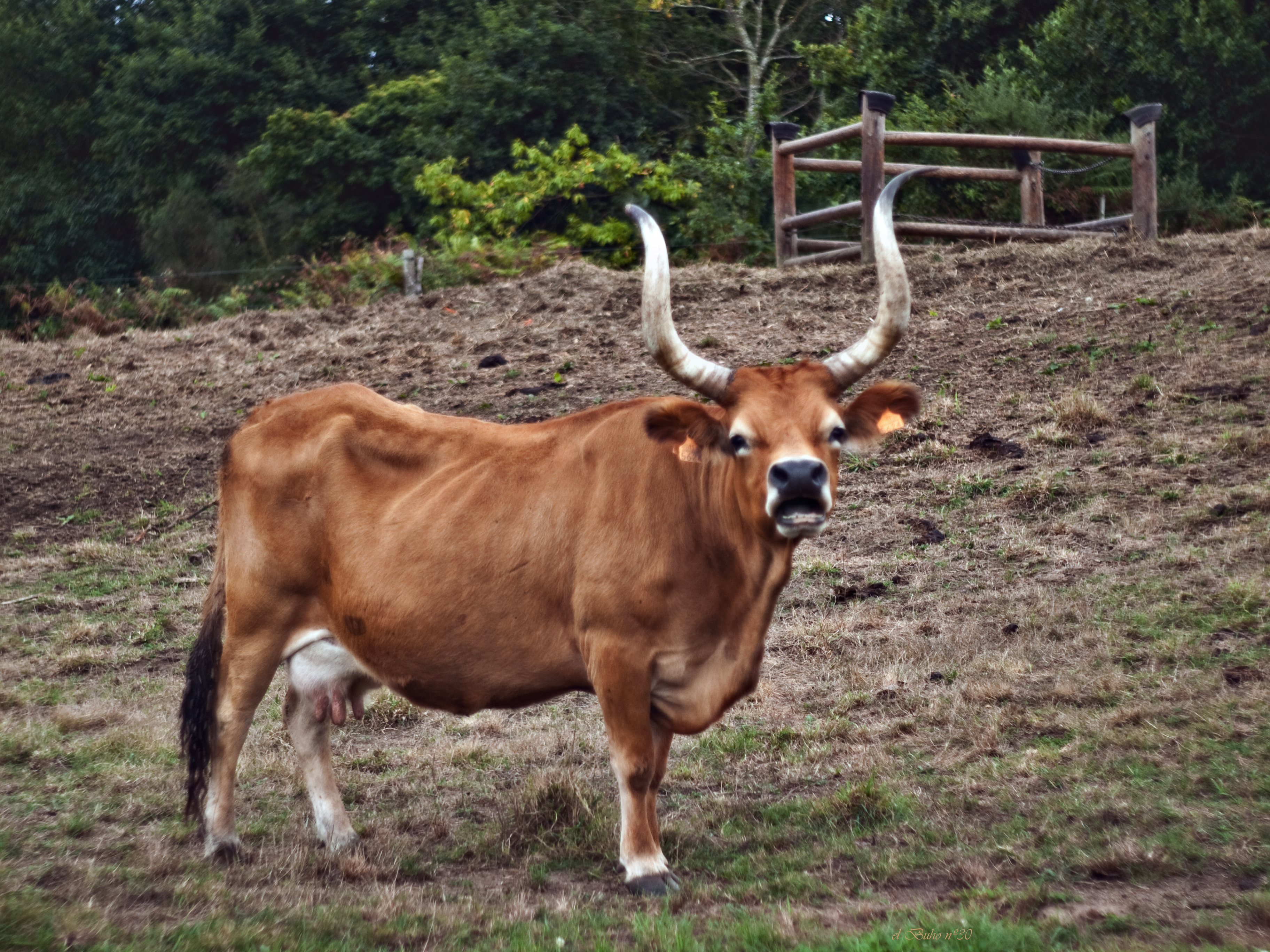
Cachena-Kuh

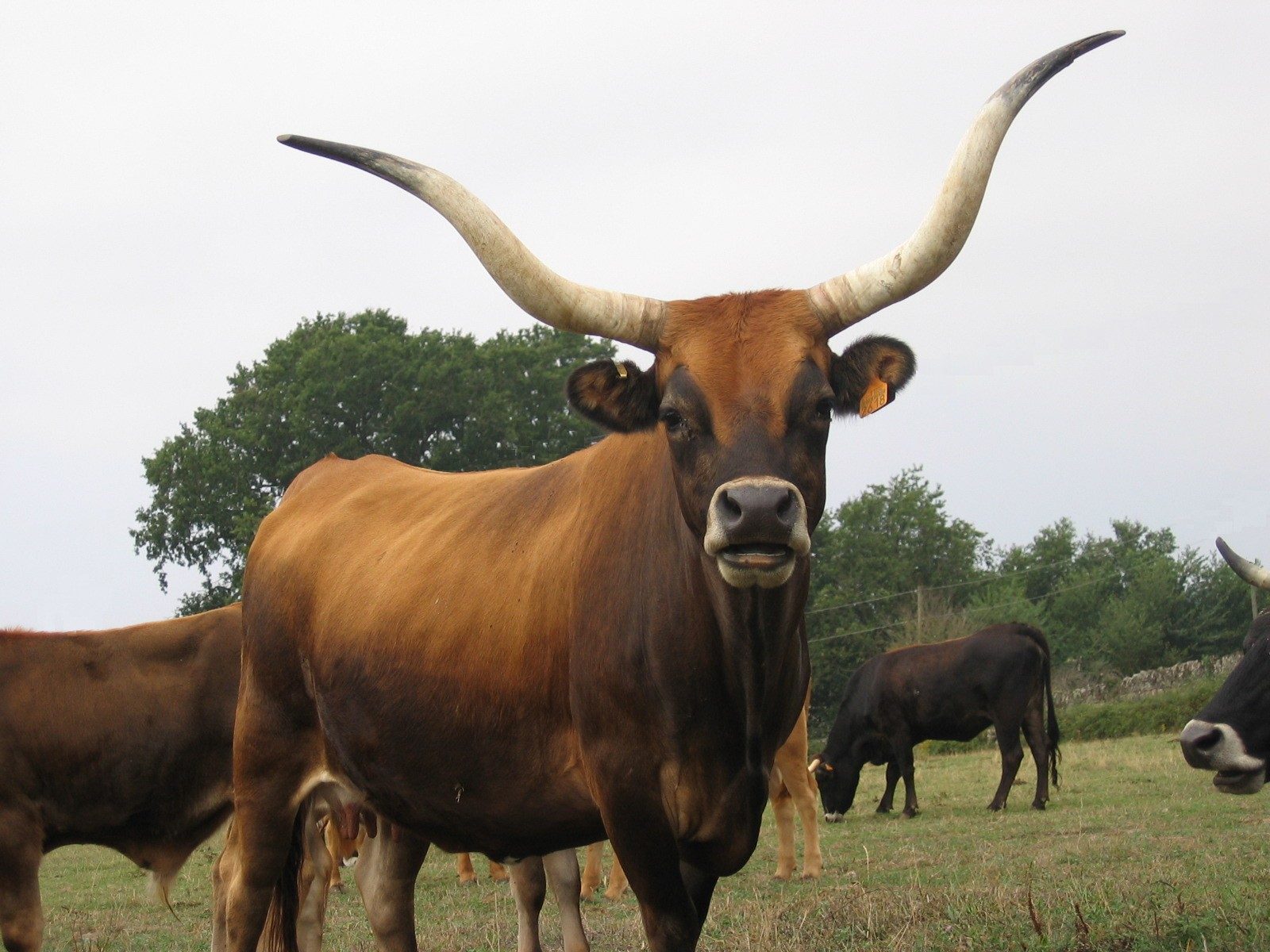
Cachena-Kuh aus dem „Centro de recuperación de razas autóctonas“, in Coles, in der Provinz Ourense in Galicien

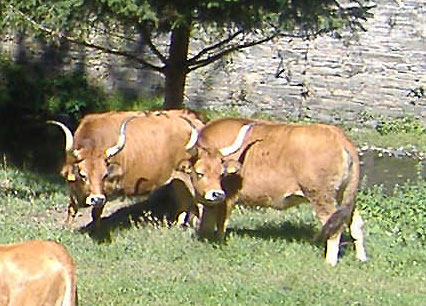
Cachena-Rinder in der Gegend des Klosters Samos in der Provinz Lugo in Galicien

Das Cachena-Rind ist eine Rinderrasse aus Portugals Norden und Galicien. Es ist einer Art Miniatur-Barrosã-Rind, die nur noch in sehr kleiner Population vorkommt.

## Herkunft und Aussehen
Cachena-Rinder sind eine der kleinsten Rinderrassen der Welt: Die Widerristhöhe der Kühe beträgt nur 110 bis 117 cm durchschnittlich bei 390 kg. Die Stiere messen 120 bis 125 cm bei 550 kg. Die Fellfarbe ist fahlbraun, blond bis intensiv rötlich mit dunkelbraunen Nuancen in der Schultergegend. Die Schleimhäute sind unpigmentiert mit Ausnahme des dunklen Flotzmauls. Besonders kennzeichnend sind die gewaltigen, ausladenden, lyraförmig-geschwungenen Hörner von bis zu 75 cm Länge, die sie größer erscheinen lassen.
Der Ursprung der Barrosa und somit auch der Cachena ist unbekannt. Die Cachena stellen in verkleinerter Form in allen Teilen das Barrosa dar. Es gibt verschiedene Abstammungstheorien. Abstammungsmerkmale mit dem „bos taurus desertorum“ liegen nur in der Form ihrer Hörner begründet und stellen somit allein eine zu schwache Hypothese dar. French 1969 vermutet eine paläontologische Verwandtschaft und Ähnlichkeit mit dem „bos primigenius mauretanicus“, von dem sich auch einige Rinderrassen Nordafrikas ableiten lassen.
Über das Erscheinungsbild schrieb der bekannte spanische Rinderwissenschaftler Antonio Sánchez Belda 1967 anlässlich eines Rinderkolloquiums in Portugal: „Die Ästhetik und besonders der Ausdruck des Kopfes und die diffizile Harmonie innerhalb ihres kleinen Körpers verleiht den Exemplaren dieser Rasse eine einzigartige Prägung, die ohne Vergleich zu irgendeiner anderen Rasse in Europa ist.“ Sánchez Belda schreibt der Rasse eine eigenständige Entwicklung zu. Er nennt einen eigenen Abstammungszweig, den sogenannten „tronco cantabrio“, und rückt damit die Cachena in die Nähe eines Relikts. Die Rasse muss seit undenkbaren Zeiten im Norden Portugals existiert haben, wobei es zu Vermischungen und neuen Rassebildungen kam, so zu den portugiesischen Rassen Arouquesa, Maronesa, Mirandesa.

## Verbreitung
Cachena-Rinder stammen ursprünglich aus dem Distrikt Vila Real, aus der Gebirgslandschaft Barroso, oder Alturas do Barroso (Montalegre und Boticas), einer landwirtschaftlich armen Region im äußersten Norden Portugals. Das Klima ist heiß und trocken im Sommer, kalt und feucht im Winter. Die Böden sind steil, steinig und wenig fruchtbar. Cachena-Rinder verteilen sich über die mittelgebirgigen Gebiete der Gemeinden, die Teil des spanischen Naturparks Baixa Limia-Serra do Xurés im Grenzland zu Portugal sind, vor allem um das ourensische Dorf Olelas, außerdem kommen sie in den Mittelgebirgsregionen des portugiesischen Nationalparks Peneda-Gerês vor.

## Verwendung
Ursprünglich handelte es sich bei den Cachena-Rindern als typische Landrasse um Dreinutzungsrinder: Milch, Fleisch und Arbeit. Heute werden sie eher zur Fleischerzeugung verwendet. Es ist bekannt für seine gute Qualität. Die Cachena-Kuh produziert eine kleine Menge Milch, die jedoch von ausgesprochen gutem Geschmack ist, gleichsam parfümiert durch die wilde Umgebung und veredelt durch die Herstellung des Käses „Brandas da cachena“. Das Fleisch ist ein portugiesisches Denominação de Origem Controlada (DOC)-Produkt und wird unter dem Namen „Carne Cachena da Peneda“ vermarktet.
Es handelt sich um eine sehr rustikale Rasse, die hervorragend an ihre Umwelt angepasst ist. Cachenas werden ganzjährig im Freien gehalten. Sie suchen mit ihrem ausgesprochen feinen Geruchssinn im Geäst nach seltenen Kräutern. Die Kühe sind sehr gute Mütter und betreuen ihre Kälber vorbildlich. In ihrer Umgebung verteidigen sie sich und ihre Kälber vor den Iberischen Wölfen, indem sie mit ihren Köpfen und Hörnern einen Schutzwall bilden. Die geringe Größe scheint eine Anpassung an die feindliche Umwelt zu sein. Eine kleine Kuh benötigt weniger Energie und übersteht Hungerperioden dadurch besser.

## Schutz
Die Population der Cachena Rinder betrug in Zählung 1991 in Spanien 220 Kühe und 22 Bullen in 18 Herden.
In Portugal wurde ein Plan zur Erhaltung vom Aussterben bedrohter Haustierarten aufgelegt. Ein Herdbuch wurde 1990 gegründet.